# George R. Riddle
George Read Riddle, född 1817 i New Castle, Delaware, död 29 mars 1867 i Washington, D.C., var en amerikansk demokratisk politiker. Han representerade delstaten Delaware i båda kamrarna av USA:s kongress, först i representanthuset 1851-1855 och sedan i senaten från 1864 fram till sin död.
Riddle studerade vid Delaware College (numera University of Delaware). Han studerade sedan juridik och inledde 1848 sin karriär som advokat i Wilmington, Delaware.
Riddle efterträdde 1851 John W. Houston som kongressledamot. Han efterträddes 1855 av Elisha D. Cullen.
Senator James A. Bayard, Jr. avgick 1864 och efterträddes av Riddle. Senator Riddle avled 1867 i ämbetet och gravsattes på Wilmington and Brandywine Cemetery i Wilmington.